# Baie de Henne (ort)
Baie de Henne är en ort i Haiti.   Den ligger i departementet Nord-Ouest, i den nordvästra delen av landet, 150 km nordväst om huvudstaden Port-au-Prince. Baie de Henne ligger 15 meter över havet och antalet invånare är 1 660.
Terrängen runt Baie de Henne är huvudsakligen kuperad, men åt sydost är den platt. Havet är nära Baie de Henne åt sydost. Runt Baie de Henne är det ganska tätbefolkat, med 93 invånare per kvadratkilometer. Närmaste större samhälle är Anse Rouge, 16,4 km öster om Baie de Henne. Omgivningarna runt Baie de Henne är en mosaik av jordbruksmark och naturlig växtlighet.